# Authier-Nord
Pour les articles homonymes, voir Authier (homonymie).
Authier-Nord est une municipalité de la province de Québec (Canada), dans la municipalité régionale de comté d'Abitibi-Ouest de la région administrative Abitibi-Témiscamingue.

## Toponymie
La ville est nommée en l'honneur de Hector Authier, pionnier de la colonisation.
Le nom de cette municipalité abitibienne, partiellement détachée de la municipalité de la paroisse de Macamic et établie en 1983, précise sa localisation au nord d'Authier, sur le bord de la rivière Macamic.  C'est officiellement en 1986 que les citoyens d'Authier-Nord s'appelleront "Authiernordois".

## Histoire
- 1er janvier 1983 : La municipalité d'Authier-Nord se détache de la paroisse de Macamic.

## Gentilé
Les personnes qui habitent la municipalité d'Authier-Nord sont appelés "Authiernordois" et "Authiernordoise".

## Démographie
| 1991 | 1996 | 2001 | 2006 | 2011 | 2016 | 2021 |
| ---- | ---- | ---- | ---- | ---- | ---- | ---- |
| 377  | 374  | 337  | 317  | 273  | 300  | 288  |

## Administration
Les élections municipales se font en bloc pour le maire et les six conseillers.
| Authier-Nord Maires depuis 2001                                                                                      |                       |         |          |
| Élection | Maire                 | Qualité | Résultat |
| 2001 | Alain Gagnon          |         | Voir     |
| 2005 | Alain Gagnon          | Voir    |          |
| 2009 | Alain Gagnon          | Voir    |          |
| 2013 | Alain Gagnon          | Voir    |          |
| 2017 | Alain Gagnon          | Voir    |          |
| 2021 | Fernand Major         |         | Voir     |
| oct. 2023 | Commission municipale |         | s/o      |
| Élection partielle en italique Depuis 2005, les élections sont simultanées dans toutes les municipalités québécoises |                       |         |          |

## Personnalités connues
- Bob Blanchet, ancien joueur dans l'Association mondiale de hockey.
- Bruno Wurtz, lettreur, pilote automobile et cascadeur[7],[8].
- Claire Bergeron, romancière.